# トラップ・ファミリー・ロッジ
トラップ・ファミリー・ロッジ(Trapp Family Lodge)は、アメリカ合衆国バーモント州ストウにある山岳リゾートである。広さは2,500-エーカー (10 km2)である。ミュージカル『サウンド・オブ・ミュージック』などで有名になったトラップ家が開いたもので、現在もその子孫が経営している。以前は、ラテン語で「一つの心」の意の"Cor Unum"という名前だった。

## 歴史
トラップ一家は、1959年のミュージカル『サウンド・オブ・ミュージック』などで広く世界に知られている。これらの作品は、マリア・フォン・トラップの自叙伝『トラップ・ファミリー合唱団物語』を原作としているが、大幅に脚色されている。オーストリアの元軍人のゲオルク・フォン・トラップとその妻マリアは、1938年にオーストリアがナチス・ドイツに併合された直後に祖国を離れてアメリカに渡り、1942年にバーモント州ストウに住み着いた。1947年にゲオルクが亡くなった後、一家は自宅を拡張し、30室のスキーロッジを開いた。1968年には20室増やした。1980年12月20日の夜に火災が発生し、一家と宿泊客は寝間着のまま避難した。ロッジは全焼し、焼け跡からは宿泊客の遺体が見つかった。1983年に、93室のオーストリアスタイルの新しいロッジが建てられた。
1987年にマリアが亡くなり、ロッジは一族32人の共同所有となった。1994年、マリアの息子の一人のヨハネス・フォン・トラップは、他の親族の持ち分を買収して自分1人の所有にしようとした。買収の条件に不満を抱いた親族がヨハネスを提訴し、この論争は州最高裁まで持ち込まれた。現在は、ヨハネスの息子のサムが経営している。

## 施設
このリゾートには、クロスカントリースキー場やマウンテンバイクのコース、フィットネスセンター、テニスコート、プールがあるほか、そりや馬車での乗馬を楽しむこともできる。ロッジ内にはレストラン、ラウンジ、ギフトショップがある。附属の農場では、メープルシロップの生産、スコットランドハイランド種の牛、鶏、豚の飼育、リゾート内のレストランで使用する野菜の自家栽培を行っている。
リゾートの草原は、1974年から2010年まで開かれていたバーモント・モーツァルト・フェスティバルの主要会場の一つとなっていた。

### クロスカントリースキー場
1968年から1969年にかけての冬、トラップ・ファミリー・ロッジ社の社長だったヨハネス・フォン・トラップは、ロッジにクロスカントリースキー場を設けることを思いついた。現在、リゾートの敷地内には、67キロメートルの整備されたコースと100キロメートルの未整備のコースがある。

### フォン・トラップ醸造所
2010年にビール醸造を開始し、「トラップ・ラガー」の名称で販売した。オーストリアの伝統的なラガービールを年間230キロリットル醸造している。2016年にはビアホールが開設された。

### トラップ一家の墓

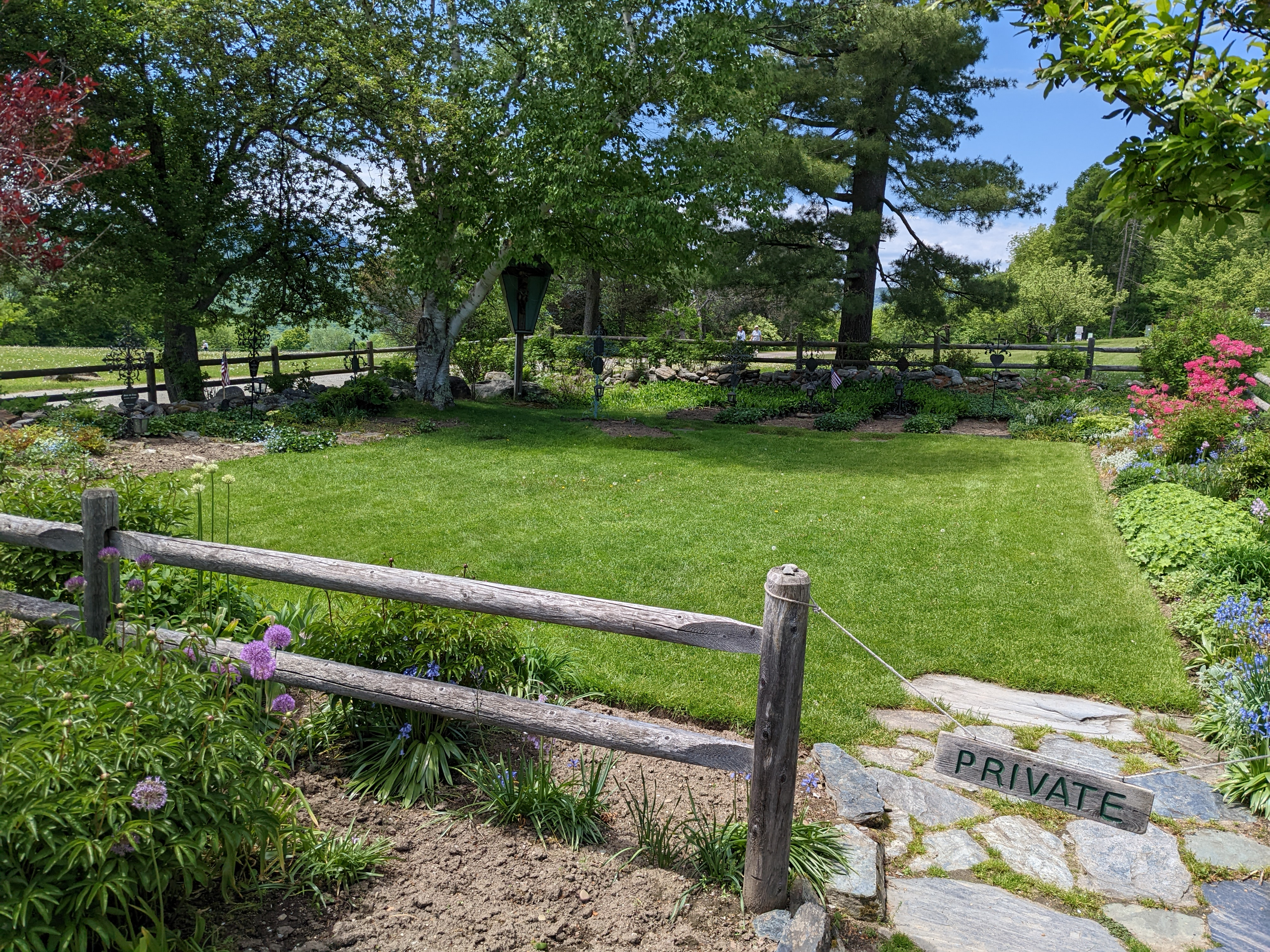
トラップ一家の墓（2022年）。中央がマリアの墓。

ロッジの敷地内には、マリアやゲオルクを含む一族の墓がある。